# 克拉克長鰭鸚鯛
克拉克長鰭鸚鯛，為輻鰭魚綱鱸形目隆頭魚亞目隆頭魚科的其中一種，分布於西印度洋埃及的紅海海域，體長可達6.4公分，棲息在礁石區，生活習性不明。

## 擴展閱讀
維基物種上的相關：克拉克長鰭鸚鯛